# Шевцова Ірина Олександрівна
Ірина Олександрівна Шевцова (до шлюбу — Циркевич; нар. 6 жовтня 1986, Бобруйськ) — білоруська борчиня вільного стилю, триразова бронзова призерка чемпіонатів Європи. Майстер спорту Білорусі міжнародного класу з вільної боротьби, бронзова призерка Кубку світу.

## Біографія
Боротьбою почала займатися з 2000 року. Ставла бронзовою призеркою чемпіонату світу 2005 року серед юніорів. Чемпіонка Європи серед юніорів 2006 року, срібна призерка — 2005 року. 2010 року закінчила Академію МВД Республіки Білорусь.

## Виступи на Чемпіонатах світу
| Змагання                        | Збірна   | Вагова категорія | Місце |
| ------------------------------- | -------- | ---------------- | ----- |
| Чемпіонат світу з боротьби 2005 | Білорусь | 67 кг            | 13    |
| Чемпіонат світу з боротьби 2006 | Білорусь | 67 кг            | 9     |
| Чемпіонат світу з боротьби 2007 | Білорусь | 72 кг            | 17    |
| Чемпіонат світу з боротьби 2009 | Білорусь | 67 кг            | 11    |
| Чемпіонат світу з боротьби 2011 | Білорусь | 67 кг            | 8     |
| Чемпіонат світу з боротьби 2012 | Білорусь | 67 кг            | 15    |

## Виступи на Чемпіонатах Європи
| Змагання                         | Збірна   | Вагова категорія | Місце  |
| -------------------------------- | -------- | ---------------- | ------ |
| Чемпіонат Європи з боротьби 2005 | Білорусь | 67 кг            | 8      |
| Чемпіонат Європи з боротьби 2006 | Білорусь | 67 кг            | Бронза |
| Чемпіонат Європи з боротьби 2007 | Білорусь | 67 кг            | Бронза |
| Чемпіонат Європи з боротьби 2008 | Білорусь | 72 кг            | 9      |
| Чемпіонат Європи з боротьби 2009 | Білорусь | 67 кг            | 7      |
| Чемпіонат Європи з боротьби 2010 | Білорусь | 67 кг            | Бронза |

## Виступи на Кубках світу
| Змагання                    | Збірна   | Вагова категорія | Місце  |
| --------------------------- | -------- | ---------------- | ------ |
| Кубок світу з боротьби 2007 | Білорусь | 67 кг            | Бронза |

## Виступи на інших змаганнях
| Змагання                                             | Збірна   | Вагова категорія | Місце  |
| ---------------------------------------------------- | -------- | ---------------- | ------ |
| Гран-прі Німеччини з боротьби 2005                   | Білорусь | 67 кг            | Бронза |
| Гран-прі Німеччини з боротьби 2006                   | Білорусь | 67 кг            | Бронза |
| Відкритий жіночий чемпіонат Австрії з боротьби 2006  | Білорусь | 67 кг            | Срібло |
| Олімпійський кваліфікаційний турнір 2008             | Білорусь | 72 кг            | 8      |
| Олімпійський кваліфікаційний турнір 2008             | Білорусь | 72 кг            | 15     |
| Гран-прі Німеччини з боротьби 2009                   | Білорусь | 67 кг            | Бронза |
| Київський Міжнародний турнір з вільної боротьби 2011 | Білорусь | 67 кг            | Срібло |
| Турнір Олександра Медведя 2012                       | Білорусь | 67 кг            | Бронза |